# Kumi
Kumi – miasto w Ugandzie, stolica dystryktu Kumi.
W mieście rozwinął się przemysł elektroniczny oraz tekstylny.